# Майола Калілі
Майола Калілі (англ. Maiola Kalili, 3 листопада 1909 — 23 серпня 1972) — американський плавець.
Призер Олімпійських Ігор 1932 року.